# Geckolepis
Geckolepis é um género de répteis escamados da família Gekkonidae, cujas espécies são endêmicas das Comores e de Madagascar. São conhecidas por soltarem grandes quantidades de escamas de seu corpo quando se sentem ameaçadas, que se regeneram após um tempo.

## Espécies
Ao todo, são conhecidas cinco espécies como pertencentes a este gênero:
- Geckolepis humbloti
- Geckolepis maculata
- Geckolepis megalepis
- Geckolepis polylepis
- Geckolepis typica